# 張晧
張 晧（ちょう こう、50年 - 132年）は、後漢の政治家。字は叔明。本貫は犍為郡武陽県。

## 略歴
留侯張良の六世の孫にあたる。若くして洛陽に遊学した。永元年間、帰郷して州や郡に仕えた。大将軍の鄧騭の府に召し出され、5回転任して尚書僕射となった。職をつとめること8年、彭城国相として出向した。
120年（永寧元年）、洛陽に召還されて廷尉に任じられた。張晧は法家ではなかったが、刑事の裁断に注意をはらい、しばしば尚書とともに疑獄を正して、多くは公平な判断であるとみなされた。安帝が皇太子劉保を廃位して済陰王に落とすにあたって、張晧は太常の桓焉や太僕の来歴とともに朝廷で争ったが、廃太子のことを撤回させることはできなかった。張晧は江充による巫蠱の獄の故事を引いて再考を求めたが、顧みられなかった。
125年（延光4年）11月、順帝（劉保）が即位した。126年（永建元年）10月、張晧は司空に任じられた。張晧は人士を推薦することが多く、当時の人々は張晧のことを「其推士」と称した。ときに清河の趙騰らが災変を上言して朝政を批判したとして、誹謗の罪で死罪とされた。張晧が上疏して順帝を諫めると、順帝はこれを聞き入れて、趙騰らの罪一等を減じて死刑をとりやめさせた。129年（永建4年）、張晧は陰陽不和を理由に司空を免官された。
132年（陽嘉元年）、再び廷尉となった。この年のうちに在官のまま死去した。享年は83。河南に葬られた。
子に張綱があった。

## 伝記資料
- 『後漢書』巻56 列伝第46